# Kazimierz Pasenkiewicz
Kazimierz Pasenkiewicz (ur. 27 września 1897 w Kijowie, zm. 21 czerwca 1995 w Krakowie) – polski logik i filozof, wojewoda pomorski (1945), wicewojewoda (1945) i wojewoda krakowski (1946–1951), członek Komitetu Centralnego PZPR (1948–1952), doktor habilitowany, docent w Uniwersytecie Jagiellońskim i Wyższej Szkole Pedagogicznej w Krakowie.

## Życiorys
Urodził się 27 września 1897 w Kijowie, w rodzinie Stanisława i Marii z Bohomolców. Wywodził się rodziny patriotycznej. Jego pradziad Dominik walczył w powstaniu listopadowym, a obaj dziadkowie zostali skazani za udział w powstaniu styczniowym i zesłani na Syberię.

### Działalność patriotyczna
W 1914 wyruszył do Puław, by zaciągnąć się do organizowanego tam Polskiego Legionu. Eskapada zakończyła się jego deportacją do Kijowa, gdzie przez kilka miesięcy był więziony.
W latach 1916–1918 walczył jako oficer na rosyjskim Froncie Północnym w szeregach batalionu szturmowego 22 dywizji armii carskiej. Zwolniono go z wojska z uwagi na stan zdrowia (ranny, zatruty gazami bojowymi) oraz odznaczono za czyny bojowe Orderem św. Anny ze wstęgami.
Wiosną 1920 zaciągnął się do 1 pułku piechoty Legionów i jako szeregowiec bił się w wojnie z bolszewikami. Ciężko ranny w boju utracił nogę. Resztę roku spędził w szpitalach w Częstochowie i Warszawie.
Lata okupacji niemieckiej przeżył w Warszawie. Od grudnia 1939 do 1 sierpnia 1944 był założycielem i kierownikiem społemowskiej Spółdzielni Transportowo-Spożywczej Warszawa-Hrubieszów, która m.in. zaopatrywała w karty pracy działaczy konspiracyjnych, a niektórym zapewniała środki do życia. Od 1943 był członkiem Robotniczej Partii Polskich Socjalistów. Podczas powstania warszawskiego walczył w sztabie Armii Ludowej jako oficer polityczny w stopniu porucznika (pseudonim „Kazimierz”). Po wyleczeniu ran odniesionych w powstaniu kontynuował działalność konspiracyjną.

### Działalność polityczna
Na początku 1945 krótko sprawował funkcję wicewojewody krakowskiego. W styczniu 1945 otrzymał od premiera Rządu Tymczasowego RP i przewodniczącego Polskiej Partii Socjalistycznej Edwarda Osóbki-Morawskiego, polecenie zorganizowania placówki PPS w województwie pomorskim (bydgoskim). 7 maja 1945 został przewodniczącym Wojewódzkiego Komitetu PPS w Bydgoszczy i funkcję tę pełnił do 4 grudnia tego roku. Jego zadanie polegało na skupieniu przedwojennych działaczy PPS, przyciągnięciu do partii chętnych i aktywnych jednostek oraz przekonanie ich do współpracy z PPR. Zasiadał również we władzach naczelnych PPS. Był członkiem Rady Naczelnej PPS od 1945 do zjednoczenia PPS z PPR i utworzenia Polskiej Zjednoczonej Partii Robotniczej w 1948.
Od maja do 15 listopada 1945 był wojewodą pomorskim (bydgoskim). Na początku grudnia 1945 został przeniesiony na stanowisko wojewody krakowskiego i urząd ten sprawował do 1949. Następnie do 1951 był przewodniczącym Prezydium Wojewódzkiej Rady Narodowej w Krakowie.
Od 15 grudnia 1948 aż do rozwiązania się partii w 1990 działał w PZPR. W latach 1948–1952 był członkiem Komitetu Centralnego PZPR i wiceprzewodniczącym Centralnej Komisji Kontroli Partyjnej.

### Edukacja i działalność naukowa
Pierwsze nauki pobierał w nielegalnej polskiej szkółce, którą w kijowskim mieszkaniu Pasenkiewiczów prowadziła jego babka, Stanisława Ułaszyn. W latach 1915–1916 ukończył szkoły w Kijowie: Realną Szkołę Średnią i Kijowską Czwartą Studencką Szkołę Podchorążych. Należał do pierwszej drużyny harcerskiej w Kijowie. W 1921 rozpoczął studia z zakresu matematyki i logiki w Uniwersytecie Warszawskim. Uczęszczał na wykłady profesorów: Stanisława Leśniewskiego, Jana Łukasiewicza, Stefana Mazurkiewicza, Wacława Sierpińskiego. W latach 1921–1925 był przewodniczącym Rady Nadzorczej Akademickiej Spółdzielni Wytwórczej oraz gospodarzem pierwszego Domu Akademickiego przy ul. Lwowskiej 12 w Warszawie. Od 1929 do 1937 uczestniczył w konwersatorium prof. Tadeusza Kotarbińskiego, u którego doktoryzował się w 1933 na podstawie pracy O czynnościach poznawczych konstruujących teorie dedukcyjne . W latach następnych przygotował rozprawę habilitacyjną, która spłonęła podczas powstania warszawskiego.
Już jako wojewoda krakowski utrzymywał kontakt ze szkolnictwem wyższym. Był jednym z założycieli, wraz z prof. Kazimierzem Dobrowolskim, Wyższej Szkoły Nauk Społecznych. Wykładał w niej logikę i teorię poznania, a po jej przekształceniu w Wyższą Szkole Dziennikarską – logikę i wstęp do filozofii. Od 1948 prowadził wykłady zlecone z logiki na Wydziale Humanistycznym Uniwersytetu Jagiellońskiego, a od 1949 również filozofię i teorię poznania. Od 1951 organizował Katedrę Logiki na UJ, a w 1952 został jej kierownikiem (aż do przejścia na emeryturę w 1968). Wykładał również na innych krakowskich uczelniach. W latach 1954–1956 był prodziekanem Wydziału Filozoficzno-Historycznego UJ .
W 1961 napisał monografię Pierwsze systemy semantyki Leona Chwistka, którą przedłożył jako rozprawę habilitacyjną. Do jego osiągnięć naukowych należały m.in. zorganizowanie w Krakowie w 1959 Konferencji Historii Logiki i utrwalenie tego przedsięwzięcia w następnych latach, założenie w 1965 serii Prace z Logiki w ramach „Zeszytów Naukowych Uniwersytetu Jagiellońskiego” , która w 1973 przekształciła się w czasopismo „Reports on Mathematical Logic”.
Jego zainteresowania obejmowały logikę i teorię poznania, w szczególności zaś rozumowania, czynności poznawcze, podstawy wiedzy naukowej. Najbardziej znany jest ze swoich badań nad systemami logicznymi Leona Chwistka .

W 1968 przeszedł na emeryturę, jednak nie zerwał z dydaktyką i pracą naukową. Prowadził wykłady monograficzne dla studentów filozofii UJ oraz wykładał w Wyższej Szkole Pedagogicznej w Krakowie i na innych uczelniach. Opublikował wiele artykułów w czasopismach naukowych. Napisał trzy podręczniki akademickie i dwa skrypty z logiki ogólnej. Był promotorem kilku rozpraw doktorskich oraz recenzował prace habilitacyjne. Udzielał się również w towarzystwach naukowych i społecznych, m.in. Związku Bojowników o Wolność i Demokrację.

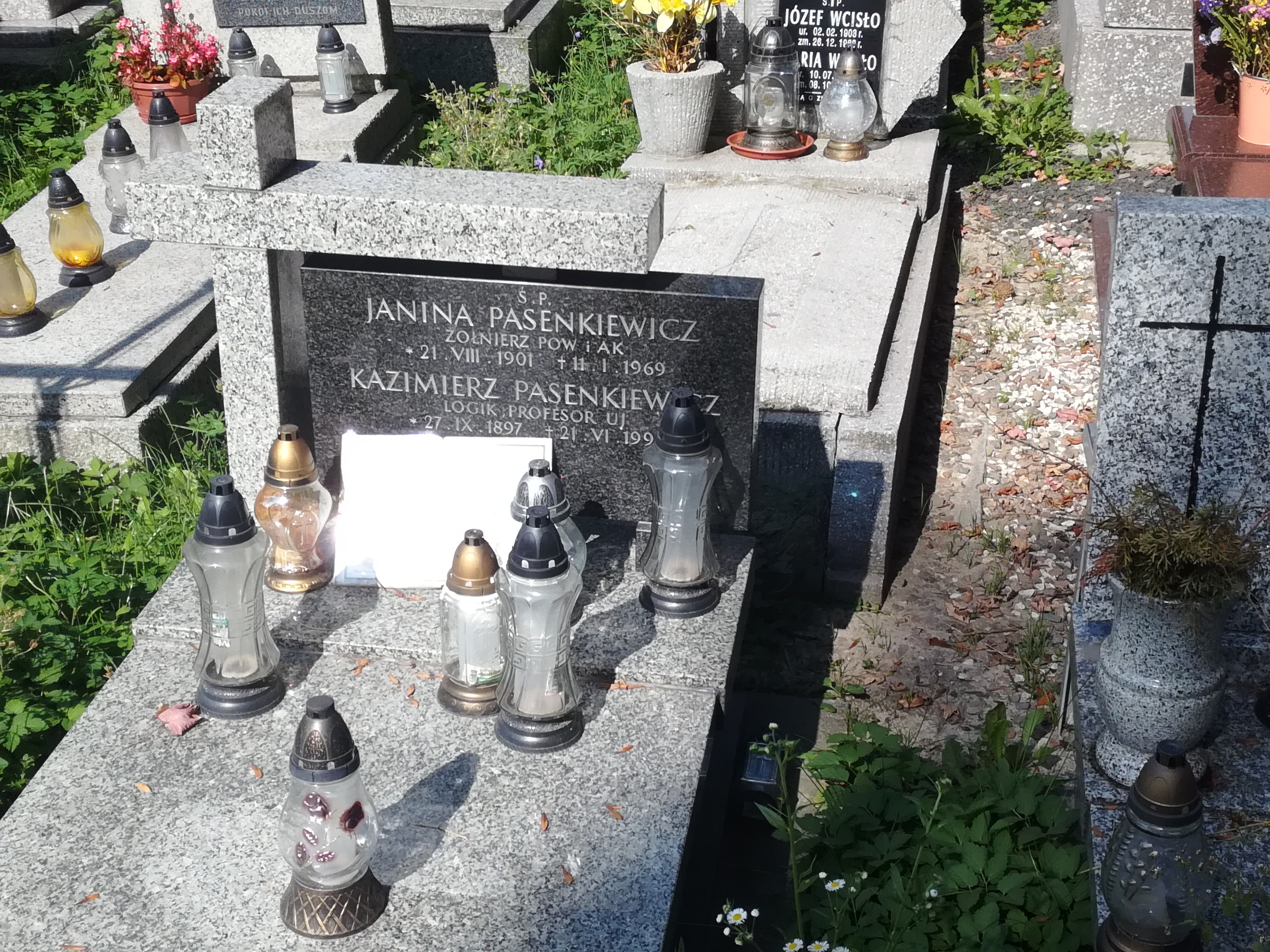
Grób Kazimierza Pasenkiewicza na cmentarzu Rakowickim w Krakowie

Kazimierz Pasenkiewicz był dwukrotnie żonaty. Po raz drugi ożenił się w 1948 z Wandą z Wojnarów. Jego żona była dr. hab. stomatologii w Akademii Medycznej w Krakowie. Miał syna Wacława (ur. 1948), dr. nauk technicznych, i córkę Martę (ur. 1949) dr. hab., biofizyczkę, zamężną z Jerzym Gierulą, informatykiem w UJ.
Zmarł 21 czerwca 1995 w Krakowie, pochowany na cmentarzu Rakowickim (kwatera LXXVIII-18-94).

## Dzieła
- Pierwsze systemy semantyki Leona Chwistka, Kraków 1961,
- redaktor i autor wstępu do: Leon Chwistek, Pisma filozoficzne i logiczne, t. 1–2, Warszawa 1961, 1963,
- Logika ogólna, t. I–II, Warszawa, Kraków 1963, 1965 (podręcznik),
- Logika ogólna, Warszawa 1968 (podręcznik),
- Logika ogólna, Kraków 1968 (skrypt WSP, wersja skrócona)
- Logika ogólna, Kraków 1971 (skrypt WSP),
- Logika ogólna, Warszawa 1979 (podręcznik, wersja skrócona, wyd. 2 1980, wyd. 3 1986).

## Ordery i odznaczenia
- Krzyż Komandorski Orderu Odrodzenia Polski (19 lipca 1946)[5]
- Krzyż za udział w Wojnie 1918–1921
- Warszawski Krzyż Powstańczy
- Medal Zwycięstwa i Wolności 1945
- Medal 30-lecia Polski Ludowej
- Medal 10-lecia Polski Ludowej (15 stycznia 1955)[6]
- Medal Komisji Edukacji Narodowej